# 국군방첩학교
국군방첩학교(國軍防諜學校)는 국군방첩사령부의 예하 군사교육 기관이다. 군사안보지원사령부령 제정에 따라 2018년 국군기무사령부가 군사안보지원사령부로 재창설됨으로써 국군기무학교에서 군사안보지원학교로 명칭이 변경되었다. 2022년 군사안보지원사령부가 국군방첩사령부로 명칭을 변경하고, 군사안보지원학교가 국군방첩학교로 명칭을 변경하였다.